# Jari Huhta
Jari Huhta, född 17 juli 1958 i Kemi, är en finländsk målare. 
Huhta bedrev maskinbyggnadsstudier i Leningrad 1978–1981, besökte Fria konstskolan i Helsingfors 1983–1984 och genomgick Bildkonstakademin 1984–1990. Han ställde ut första gången 1989. Han har blivit känd för sina studier av drömmande och själfulla människoansikten, tecknade eller målade i tempera- och oljefärger. Motiven är skarpt beskurna och ansiktena är ofta täckta av färggranna växtmotiv med vilka han vill betona människans nära förhållande till sig själv och naturen. 